# Pellegrinisaurus powelli
Pellegrinisaurus powelli („ještěr od jezera Pellegrini“) byl druh středně velkého sauropodního dinosaura ze skupiny Titanosauria. Žil v období pozdní křídy (stupeň kampán, asi před 83 až 73 miliony let) na území dnešní severovýchodní Patagonie (Argentina).

## Objev
Fosilie tohoto dinosaura (v podobě ocasních a dorzálních obralů a stehenní kosti) byly odkryty v sedimentech geologických souvrství Anacleto a Allen, což rozšiřuje dobu jeho existence na raný až pozdní kampán (zhruba dobu 10 milionů let). Vědecky byl popsán argentinským paleontologem Leonardem Salgadem v roce 1996, a to zejména na základě fosilních obratlů.
Blízkým vývojovým příbuzným tohoto sauropodního dinosaura byl například mongolský druh Opisthocoelicaudia skarzynskii.

## Rozměry
Podle Salgada mohl být tento sauropodní dinosaurus dlouhý asi 19 až 24 metrů, vzhledem k nekompletnosti dochovaného materiálu se však jedná pouze o hrubý odhad. Podle badatele Gregoryho S. Paula mohl být tento sauropod velmi velkým druhem, dosahujícím délky asi 25 metrů a hmotnosti kolem 50 000 kg. Paleontolog Thomas R. Holtz, Jr. zase odhadl délku tohoto dinosaura na 22 metrů a hmotnost jako odpovídající třem slonům africkým (zhruba 15 až 20 tun).